# ヌコシナチ・ジョイ
ヌコシナチ・ジョイ（Nkosinathi Joyi、1983年5月21日 - ）は、南アフリカ共和国のプロボクサー。東ケープ州ムダントセーン出身。元IBF世界ミニマム級王者。

## 来歴

### ミニマム級
2002年4月28日、クイーンズタウンでプロデビュー。

#### 南アフリカ王者
2004年4月24日、南アフリカミニマム級王座決定戦でミジカイセー・フォスララと対戦し1回1分32秒KO勝ちで王座を獲得した。
2004年7月16日、クシュセレキレ・ガダと対戦し初回1分59秒TKO勝ちを収め初防衛に成功した。
2004年8月28日、ウェレ・マクォロと対戦し、12回3-0の判定勝ちを収め2度目の防衛に成功した。
2005年3月5日、マワンダ・シネコと対戦し12回3-0の判定勝ちを収め3度目の防衛に成功した。
2005年10月29日、マワンダ・シネコと再戦し、6回KO勝ちを収め4度目の防衛に成功した。
2006年4月1日、テュラニ・ンドヤマラと対戦し初回2分58秒TKO勝ちを収め5度目の防衛に成功した。
2006年9月22日、テョバニ・ムバンゲニと対戦し2回1分39秒TKO勝ちを収め6度目の防衛に成功した。

#### IBO王者
2006年11月4日、IBO世界ミニマム級王座決定戦でアルマンド・デラ・クルス（フィリピン）と対戦し、2回KO勝ち。
2007年11月16日、ガブリエル・プマール（フィリピン）と対戦し初回2分31秒KO勝ちを収め初防衛に成功した。
2008年6月27日、サミー・グティエレス（メキシコ）と対戦し、7回TKO勝ちを収め2度目の防衛に成功した。
2008年11月22日、ロレンソ・トレホ（メキシコ）と対戦し2回48秒KO勝ちで3度目の防衛に成功した。

#### IBF王者
2009年6月26日、IBF世界ミニマム級挑戦者決定戦で元IBF世界ミニマム級王者フローレンテ・コンデス（フィリピン）と対戦し、12回3-0(2者が120-107、119-108)の判定勝ちを収めラウル・ガルシアへの挑戦権を獲得した。
2010年3月26日、世界初挑戦でIBF世界ミニマム級王者ラウル・ガルシア（メキシコ）と対戦し、12回3-0（2者が119-109、118-110）の判定勝ちを収め王座獲得に成功した。
2011年1月29日、高山勝成（日本）と対戦。3回1分59秒偶然のバッティングによって高山が右側頭部をカットしたため無効試合となったが、初防衛に成功した。
2012年3月30日、高山勝成と再戦し、12回3-0（116-111×2、117-110）の判定勝ちを収め王座を防衛した。同年4月13日にファイトマネーとは別に150,000ランドの特別ボーナスが贈られた。

#### 王座陥落
2012年9月1日、シナロア州グアサベのヒムナシオ・ムニシパル・ルイス・エストラーダ・メディナにてIBF世界ミニマム級8位のマリオ・ロドリゲスと対戦し、7回2分7秒KO負けを喫し3度目の防衛に失敗、王座から陥落した。
2012年10月7日、2009年6月から所属していたブランコ・スポーツとの契約更新せず離脱した。
2012年12月8日、イースト・ロンドンにあるムダントシンコンベンションセンターにて、ウォルター・ロハス(アルゼンチン)とWBAインターナショナルミニマム級王座決定戦を行い、初回2分13秒TKO勝ちを収め王座を獲得した。
2013年6月15日、ヨハネスブルグのエンペラーズ・パレスで同国人でIBO世界ミニマム級王者で後のWBA世界ミニマム級王者ヘッキー・ブドラーと対戦し、4年振りの王座返り咲きを目指すも相手の距離を取ったボクシングに苦戦しポイントを連取される。ジョイはジャブを有効に使ってポイントを取り返すも2-1の僅差判定負け(113-115、113-116、116-112)で王座返り咲きに失敗し、4団体でランキング上位の同国人同士のミニマム級ランカー同士のサバイバルに失敗した。

### ライトフライ級
2013年8月31日、ヨハネスブルグのエンペラーズ・パレスでWBCインターナショナルライトフライ級王者ベネザー・アロロド（フィリピン）と対戦した。ジョイはこの試合でライトフライ級のテスト戦であり、序盤から試合枯れでのブランクの影響で起きた減量苦から解放されたかのように攻防術のスキルの高さを生かしてペースを掌握。最後は左フックで沈め、9回2分48秒KO勝ちを収め王座獲得に成功した。
2014年2月1日、モンテカルロのモンテカルロ・スポーティングでPABAライトフライ級暫定王者でWBA世界ライトフライ級15位のレイ・ロリトとIBO世界ライトフライ級王座決定戦を行い、3回49秒KO負けを喫しIBO2階級制覇に失敗した。
2015年2月28日、イースト・ロンドンでIBO世界ライトフライ級王者レイ・ロリトとリマッチを行う予定だったが前座の試合が決まらなかった為中止になった。
2015年3月22日、故郷ムダントセーンのムダントセーン・インドア・センターで延期になったIBO世界ライトフライ級王者レイ・ロリトとリマッチを行ったが初回1分46秒TKO負けで完全ホームでのIBO2階級制覇に失敗と返り討ちを受け再起に失敗した。

### ミニマム級復帰
2016年11月20日、3年5ヶ月ぶりのナチュラルウェイトのミニマム級に復帰。オリエント・シアターでIBO世界ミニマム級王者シンピウェ・コンコと対戦し、12回0-3（111-119、112-118、113-116）の判定負けを喫し、8年ぶりとなる王座返り咲きに失敗した。

#### 11年振りのIBO王座返り咲きと計量失格
2019年12月16日、イースト・ロンドンのオリエント・シアターでジョーイ・カノイとIBO世界ミニマム級王座決定戦を行い、12回3-0（117-111、119-109、117-112）の判定勝ちを収め11年振りの王座に返り咲いた。
2021年5月21日、イースト・ロンドンのインターナショナル・コンベンション・センターでアヤンダ・ンドゥラニとIBO王座に返り咲き後初防衛戦で対戦する予定だったが、しかし前日にジョイが1回目で500gオーバーを計測し最終的に200gオーバーとなりIBOが設立して初の計量失格で試合前日に王座を剥奪されることとなり、ヌドゥラニが勝てば王座を獲得し、ジョイが勝てば空位のままでのルールで試合が行われたがジョイの4回1分31秒KO負けを喫した。

### スーパーバンタム級
2024年5月18日、ダルエスサラームのケムモン・ホールで5階級上げたスーパーバンタム級契約でアベイド・ズゴと対戦し、3回KO負けを喫した。
2024年8月10日、ダルエスサラームのマフィア・アリーナでカロロ・アリミと対戦し、3回TKO負けを喫した。

## 獲得タイトル
- 南アフリカミニマム級王座
- IBO世界ミニマム級王座（防衛3=剥奪）
- IBF世界ミニマム級王座（防衛2）
- WBAインターナショナルミニマム級王座
- WBCインターナショナルライトフライ級王座
- WBOアフリカライトフライ級王座
- IBO世界ミニマム級王座（2期目:防衛0=剥奪）